# Mučedníci z Catanie
Svatí Mučedníci z Catanie je skupina deseti křesťanů umučených v Catanii na Sicílii;
- Attalus
- Cornelius
- Fabian
- Flos
- Minervinus
- Pontian
- Quintian
- Sextus
- Simplician
- Stephen

Jejich svátek se slaví 31. prosince.